# Mohammad Taqi Bahar
Mohammad Taqi Bahar (persiska: محمدتقی بهار), född 10 december 1886, död 22 april 1951 i Teheran, Iran, var en framstående iranist, poet, ämbetsman, parlamentsledamot, kulturminister, journalist och historiker under Pahlavidynastin.

## Karriär
1921 invaldes Bahar i det iranska parlamentet (majles) och han förblev aktiv i politiken fram till 1934 då han blev professor i litteraturvetenskap vid det nyinrättade Teherans universitet. 1946 tillträdde han som kulturminister under en kort period.
Bahar grundade den litterära tidskriften Dāneshkadeh ("Kunskapshuset") som han var chefredaktör för och som hade ett omätligt inflytande på landets litterära utveckling. Genom tidskriften propagerade han för att inlemma moderna sociala tema i litteraturen, ämnen såsom fosterlandskärlek, frihet, demokrati, jämställdhet, rättvisa och kvinnors rättigheter.
Bahar är särskilt omtalad för sitt verk Stilistik (Sabkshenāsi, 3 volymer) som behandlar persisk stilistik.

## Lyrik
Som poet är Bahar känd genom sin hederstitel Malek o-Sho'arā (ملک‌الشعراء "Diktarnas kung") som han erhöll av den qajariske shahen Mozaffar-al-Din Shah. 
Under hela sitt liv skrev han dikter i alla traditionella former; han experimenterade några gånger med strofformer av västerländsk typ, men han förkastade helt nya versformer och återvände, även i slutet av sitt liv, till den gamla traditionen. Hans ämnen är dock ofta omisskännligt moderna.